# مؤتمر الأمم المتحدة للتغير المناخي 2021
مؤتمر الأمم المتحدة للتغير المناخي 2021، المعروف أيضًا باسم COP26، هو مؤتمر الأمم المتحدة السادس والعشرون للتغير المناخي. ينعقد في مدينة غلاسكو في الفترة بين 31 أكتوبر و12 نوفمبر 2021 برئاسة المملكة المتحدة، ومن المقرر أن يضم هذا المؤتمر، المؤتمر السادس والعشرين للأطراف في اتفاقية الأمم المتحدة الإطارية بشأن التغير المناخي (UNFCCC)، والاجتماع السادس عشر للأطراف في اتفاقية كيوتو (CMP16)، والاجتماع الثالث لأطراف اتفاقية باريس (CMA3).
يعدّ هذا المؤتمر المرة الأولى التي يتوقع فيها من الأطراف الالتزام بتعزيز الطموح منذ COP21. يُطلب من الأطراف تنفيذ عملية تُعرف بالعامية باسم «آلية الاتجاه الواحد» كل خمس سنوات، كما هو موضح في اتفاقية باريس.
يُعقد المؤتمر في مركز المؤتمرات والمعارض الإسكتلندي في غلاسكو. كان من المقرر عقده في الأصل في نوفمبر 2020 في نفس المكان، وتأجل الحدث لاثني عشر شهرًا في ضوء جائحة كوفيد-19 في المملكة المتحدة.

## الرئاسة

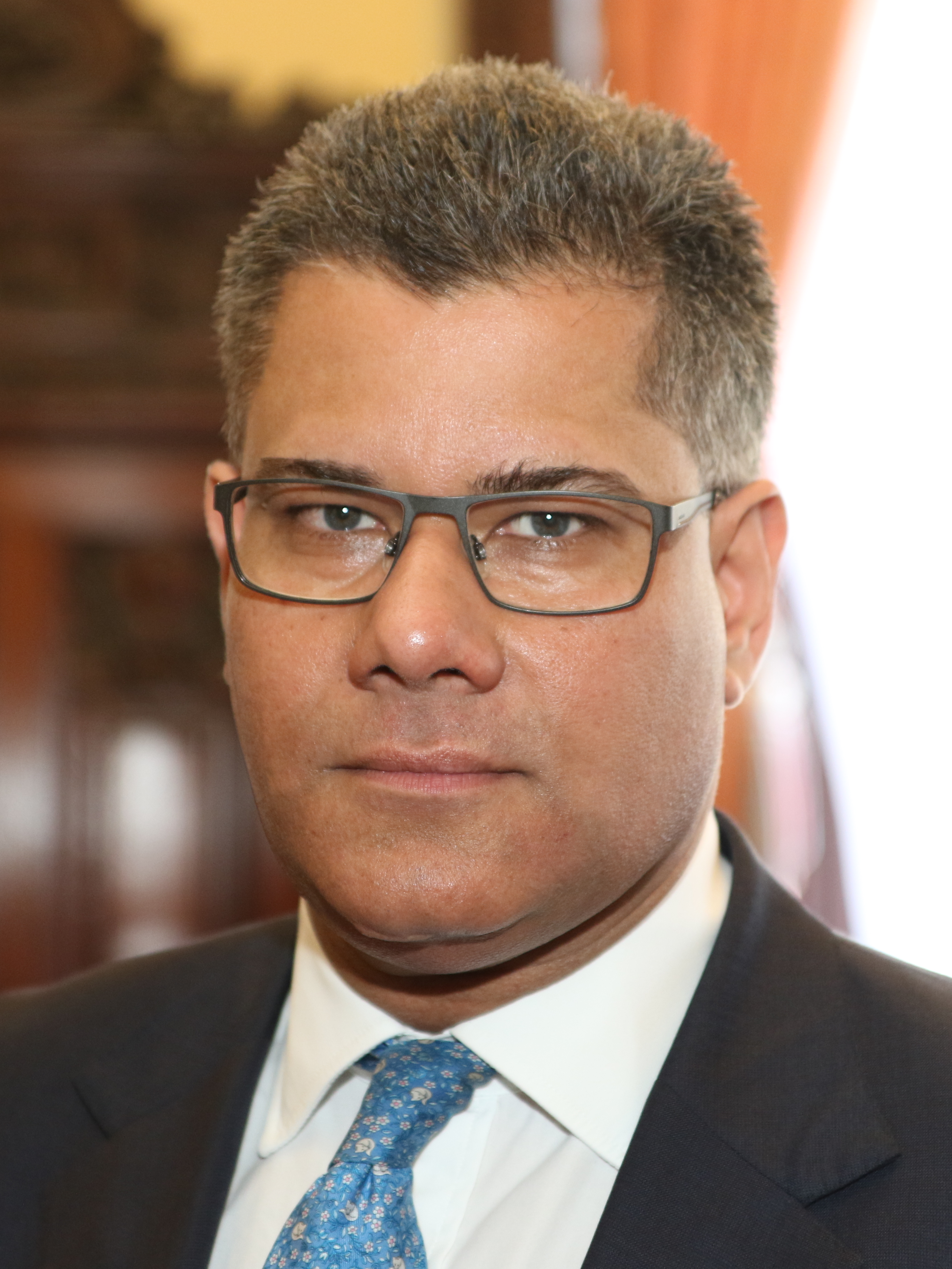
ألوك شارما: تعيينه كوزير دولة مساعد في وزارة الخارجية والكومنولث البريطانية 2016

تتولى المملكة المتحدة رئاسة الدورة السادسة والعشرين لمؤتمر الأمم المتحدة للتغير المناخي 2021. عُيّنت وزيرة الدولة للطاقة والنمو النظيف، كلير بيري أونيل، رئيسةً للمؤتمر في البداية، ولكنها عُزلت فجأة في 31 يناير 2020، بعد عدة أشهر من تنحيها عن منصبها كعضو في البرلمان. رفض رئيس الوزراء السابق ديفيد كاميرون ووزير الخارجية السابق ويليام هيغ تولي الدور.
عُين وزير الأعمال والطاقة والاستراتيجية الصناعية ألوك شارما، في 13 فبراير 2020 لهذا الدور. خلف شارما في منصب وزير الأعمال والطاقة والاستراتيجية الصناعية كواسي كوارتنغ في 8 يناير 2021، إذ انتقل إلى مكتب مجلس الوزراء، من أجل التركيز على الرئاسة بدوام كامل.
اختير نايغل توبينغ بطل العمل المناخي رفيع المستوى لحكومة المملكة المتحدة في COP26، وهو الرئيس التنفيذي السابق لوي مين بزنس، وهي منظمة تعمل في مجال التغير المناخي. كما عُّين مارك كارني، محافظ بنك إنجلترا السابق، في منصب مستشار التمويل المناخي.
تشارك إيطاليا المملكة المتحدة في قيادة COP26. يتمحور دورهما في الأعمال التحضيرية مثل استضافة جلسة ما قبل المؤتمر، وحدث الشباب يوث فور كلايمت: درايفينغ أمبشن. كان من المقرر عقد هذه المناسبات بين 28 سبتمبر و2 أكتوبر 2020 في ميلانو.

### التأجيل
بسبب جائحة كوفيد-19 (فيروس كورونا)، في أبريل عام 2020، أجل المؤتمر إلى 31 أكتوبر-12 نوفمبر عام 2021. تأثر كلا البلدين المضيفين، إيطاليا والمملكة المتحدة، بشدة بالوباء، وتم تحويل مكان المؤتمر، مركز سيك في غلاسكو، في مايو عام 2020 إلى مستشفى مؤقت لمرضى كوفيد-19 في اسكتلندا.
كتبت الأمينة العامة للمؤتمر، باتريشيا اسبينوزا، على تويتر «في ظل الآثار العالمية المستمرة لكوفيد-19، فإن عقد مؤتمر سي أو بّي 26 الطموح والشامل في نوفمبر 2020 أمر غير ممكن». أشارت إلى أن إعادة بناء الاقتصاد ستكون فرصة لـ«تشكيل اقتصاد القرن الحادي والعشرين بطرق نظيفة وخضراء وصحية وعادلة وآمنة وأكثر مرونة». في بداية عام 2021، استضافت المملكة المتحدة وإيطاليا قمتي مجموعة السبع ومجموعة العشرين على التوالي.
لاحظ مراقبون مستقلون أنه رغم عدم ارتباطه بشكل مباشر، منح التأجيل المجتمع الدولي وقتًا للرد على نتائج الانتخابات الرئاسية الأمريكية، التي أجريت في نوفمبر عام 2020. كان الرئيس دونالد ترامب قد سحب الولايات المتحدة من اتفاقية باريس، رغم أن هذا القرار لم يصبح ساريًا حتى اليوم التالي للانتخابات؛ بينما تعهد منافسوه الديمقراطيون بعودة الانضمام على الفور وتوجيه الطموح نحو الحد من انبعاثات الغازات الدفيئة. فعل جو بايدن ذلك عند تنصيبه رئيسًا. في المؤتمر، اعتذر بايدن عن انسحاب ترامب من الاتفاقية.

### الرعاة
رعت شركات الوقود الأحفوري القمم السابقة. ذكرت حكومة المملكة المتحدة إن الرعاة «يجب أن يكون لديهم التزامات حقيقية للمساعدة على الوصول إلى صافي انبعاثات ثاني أكسيد الكربون الصفرية في المستقبل القريب». شمل الشركاء الرئيسيون الأوائل ثلاث شركات بريطانية للطاقة وشركة مصرفية وشركة تأمين.

## مقالات ذات صلة
- ميثاق غلاسكو للمناخ